# Vai Ter Troco
Vai Ter Troco é um filme de comédia brasileiro, produzido pela Amaia Produções e com direção de Mauricio Eça. O filme estreou em 17 de agosto de 2023 nos cinemas nacionais. É estrelado por Edmilson Filho, Evelyn Castro e Nany People.

## Sinopse
Tonha (Evelyn Castro) e Zildete (Nany People) são empregadas que estão há meses sem receber salários e vendo os patrões, que alegam estarem falidos, esbanjando dinheiro em festas e jantares para a alta sociedade, as duas decidem cobrar o pagamento atrasado, criando um clima tenso, com situações inusitadas e hilárias que expõem, de forma bem-humorada a relação entre eles.

## Elenco
- Evelyn Castro como  Tonha
- Nany People como  Zildete
- Edmilson Filho como  Nivaldo
- Miá Mello como Sarita Souza Di Souza
- Marcos Veras como  Afonso Souza Di Souza
- Nicholas Torres como  John John Souza Di Souza
- Giovanna Grigio como  Miranda Souza Di Souza
- Saulo Laranjeira como  Senador Vespúcio
- Felipe Hintze como Sandrinho Vespúcio
- Ludmilla
- Falcão

## Produção
O longa começou a ser rodado em 2018, cinco anos antes de sua estreia. O filme foi gravado sob o título provisório de Uma Nova Chance.